# 凯扎克 (洛泽尔省)
凯扎克（法語：Quézac，法語發音：[kezak]）是法国洛泽尔省的一个旧市镇，属于弗洛拉克区。2017年，凯扎克与邻近的2个市镇合并为新市镇戈尔日迪塔恩科斯。

## 地理
凯扎克（44°22'12"N, 3°31'30"E）面积26.91 平方千米，位于法国奧克西塔尼大區洛泽尔省，该省份为法国南部内陆省份，北起上盧瓦爾省和康塔爾省，西接阿韦龙省，南至加尔省，东临阿尔代什省。
与凯扎克接壤的市镇（或旧市镇、城区）包括：伊斯帕尼亚克、蒙布兰、圣埃尼米、贝杜埃斯-科屈雷斯、弗洛拉克三河镇、弗洛拉克。

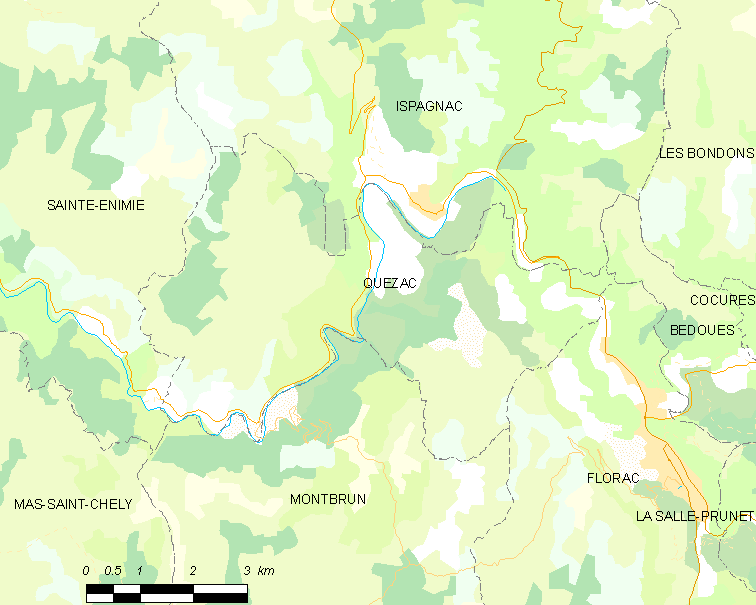
的OSM定位图

凯扎克的时区为UTC+01:00、UTC+02:00（夏令时）。

## 行政
凯扎克的邮政编码为48320，INSEE市镇编码为48122。

## 政治
凯扎克所属的省级选区为弗洛拉克三河镇县。

## 人口

1962-2008年间人口变化图示

凯扎克于2018年1月1日时的人口数量为334人。